# Spirit (album Eluveitie)
Spirit – pierwszy album długogrający zespołu Eluveitie wydany w 2006 roku przez wytwórnię muzyczną Fear Dark.

## Lista utworów
| Nr  | Tytuł utworu             | Długość |
| --- | ------------------------ | ------- |
| 1.  | „Spirit”                 | 2:32    |
| 2.  | „Uis Elveti”             | 4:24    |
| 3.  | „Your Gaulish War”       | 5:10    |
| 4.  | „Of Fire, Wind & Wisdom” | 3:05    |
| 5.  | „Aidû”                   | 3:10    |
| 6.  | „The Song Of Life”       | 4:01    |
| 7.  | „Tegernakô”              | 6:42    |
| 8.  | „Siraxta”                | 5:39    |
| 9.  | „The Dance Of Victory”   | 5:24    |
| 10. | „The Endless Knot”       | 6:58    |
| 11. | „AnDro”                  | 3:41    |
|     |                          | 50:46   |